# Defensa d'Aulus Cecina
Defensa d'Aulus Cecina (en llatí: Pro Caecina) és un discurs del polític i escriptor romà Ciceró que va pronunciar l'any 69 o el 68 aC, durant l'edilitat de Ciceró. Es creu que va ser pronunciat en aquestes dates, ja que l'adversari de Ciceró, Gai Calpurni Pisó (cònsol 67 aC) va ser cònsol l'any 67 aC i no se li atorga l'autoritat consular durant el discurs. El resultat final del judici és incert, atès que no se sap quin dels dos bàndols va guanyar: que Ciceró parli amb orgull d'aquest discurs no vol dir que el guanyés.

## Rerefons històric
Si es té en compte que el discurs fos pronunciat entre els anys 69 i 68, Ciceró en aquella època va ser edil curul i tindria 38 anys, en els quals encara no hauria parlat com a orador públic en una tribuna i es dedicava a defensar els interessos privats dels seus clients.
Per entendre qui fou Aule Cecina s'ha de dir que Ciceró conegué tres membres d'aquesta gens provinent d'Etrúria: pare, fill i net. D'aquests, pare i fill compartien el praenomen Aule, i fou el fill amb qui Ciceró va tenir més contacte. L'any 46 es data una gran correspondència entre ambdós. El que no sabem amb certesa, per manca de proves, és quin dels dos va ser el client que apareix en el discurs.

## Discurs
Pro Caecina és un discurs poc retòric i molt tècnic, ja que en ell apareixen moltes lleis del dret privat romà. L'estil és pla, i això es veu en els nombrosos acudits que utilitza Ciceró per a fer escarni, com en la descripció dels testimonis o en el setge del Capitoli per part dels gals. En segon terme utilitza expressions pròpies de la llengua quotidiana. Comparant-lo amb altes discursos propis, veiem menys figures retòriques i menys cura en l'estilística. Tot i aquestes característiques, Ciceró se sentia orgullós per usar aquest llenguatge tècnic: 
"Tota la meva defensa de Cecina va versar sobre les paraules de l'interdicte; vam explicar coses embolicades definint-les; vam citar el dret civil, vam distingir les paraules ambigües".

## Causes del judici
Segons Ciceró, atès que les úniques fonts que conservem sobre el procés eren les seves, el judici va originar-se perquè Ebuci, adversari de Cecina, va prendre com a seva una propietat adquirida per Cesènnia, esposa de Cecina,la qual havia estat comprada amb els diners d'ella.
Els fets segons com els conta Ciceró són aquests:
Marc Fulcini, que fou banquer a Roma, era l'espòs de Cesènnia; va morir i en fer-ho va deixar-li els seus béns en herència, juntament amb el seu fill, elegit hereu universal. Aquest fill també va morir i va donar una part dels béns a la seva mare i una altra part a la seva esposa. Els béns foren venuts i Cesènnia va demanar a Sext Ebuci, qui l'ajudava amb els negocis, que li comprés una finca.
Cesènnia es casa amb Cecina, però mor i li llega els seus béns. Ebuci diu que va adquirir la finca en nom seu i no amb el de Cesenia i es queda la finca. Cecina li reclama fent ús d'una antiga tradició que consistia a anar al lloc pretès perquè l'expulsessin i així poder recórrer al pretor perquè li fos retornada la finca. Ebuci arma un gran seguici amb esclaus i amics seus i amenaça amb no deixar-lo entrar a la finca. Cecina va anar a veure el pretor Dolabel·la, que li va donar l'ordre -interdictum- que deia que li fos retornada la terra pròpia de la qual havia estat expulsat. Ebuci al·lega que l'ordre no li pot ser donada pel fet que ell no l'havia expulsat i perquè Cecina era de Volterra, municipi al qual Sul·la havia provat als habitants de ciutadania, i per tant, Cecina no podia ésser hereu de Cesenia.

## Anàlisi del discurs
I. Exordi (1-10)
1) Gosadia d'Ebuci al litigar després d'haver reconegut la seva violència (1-3).
2) Timidesa del tribunal, injustificada (4-10).
II. Argumentació (10-103).
Narració (10-23).
1) Fets anteriors a la successió de Cesènnia (10-17).
2) Litigi entre Ebuci i Cecina (18-23).
Refutació (23-103).
1) Examen dels testimonis (23-30).
2) Exegesi dels termes de l'interdicte (31-89).
3) Qüestió de la possessió (90-95).
4) Qüestió de la capacitat de Cecina (95-103)
III. Peroració (104).

## Transmissió manuscrita
Les fonts manuscrites on apareix el text del discurs Pro Caecina són força nombroses, però n'hi ha tres de principals. La primera és un palimpsest (P) del segle IV o V que pertanyia a la biblioteca de Torí i que va ser destruït per un incendi l'any 1904, la segona és un manuscrit (E) del segle xii o XIII, que avui es localitza a Berlín, escrit amb gran cura i que conté un gran nombre de correccions fetes pel mateix copista o revisor i finalment un tercer manuscrit (T) del segle xii, que es troba a Múnic.